# Győri ETO FC
Az ETO FC Győr magyar labdarúgócsapat Győrött. 1904-ben alapították Győri Vagongyár ETO néven. 1960-tól 2015-ig megszakítás nélkül az élvonal tagja volt, ki sosem esett, a klub akkori tulajdonosa körüli káosz okozta a csapat visszasorolását a harmadosztályba. Négy bajnoki címmel, két ezüst és hat bronzéremmel a második legsikeresebb vidéki klub Magyarországon. Ehhez a statisztikához hozzá tartozik a négy kupagyőzelem, valamint egy szuperkupa-győzelem is. A csapat színei a zöld és a fehér, hazai pályája az ETO Park.

## A klub története
A csapat először az 1936/37-es idénytől szerepelt az első osztályban, nagyobb sikerek nélkül. 1960-as feljutásuk után, három évre rá, már bajnoki címet ünnepelhettek, 1963-ban. A BEK-ben is az elődöntőig jutottak a következő szezonban. A 60-as évek igen sikeres volt tehát a klub számára, hiszen szereztek még egy bronzérmet, és három kupagyőzelmet is ez időszakban. A következő évtizedben mindössze egy bronzérmet sikerült elérnie a csapatnak a bajnokságban, viszont egy kupagyőzelmet szereztek. Az 1980-as években a klub újra felülhetett a magyar bajnokság trónjára, ráadásul két egymást követő szezonban. Ezenkívül kétszer végeztek másodikként, és egyszer harmadikként. A nemzetközi porondon, viszont nem tudott említésre méltó eredményt felmutatni a csapat. Az 1990-es években nem voltak sikerei a csapatnak, a 2000-es években eddig egy bajnoki címet, három bronzérmet (2012-ben kizárták az EL-ből), egy szuperkupa győzelmet és két elvesztett kupadöntőt tud felmutatni az együttes.
2015. május 8-án bejelentették, hogy a csapat a Quaestor Csoport csődje miatt nem tudta határidőre teljesíteni a Magyar Labdarúgó-szövetség által a licenc kiadására előírt feltételeket, ezért a csapat nem indulhat az NBI-ben a 2015/2016-os szezonban.
2015 májusában az ETO Futsal csapata és Győr városa mentette meg a megszűnéstől a klubot és így vált csak lehetővé a harmadik osztályban való folytatás. A teljesen új alapokra helyezett ETO a nyáron radikális változásokon ment keresztül és többnyire saját nevelésű, győri kötődésű játékosokkal, ETO FC Győr néven indult az első osztályba visszakerülésért folytatott harcba. A 2015–2016-os évben a csapatnak nem sikerült az osztályváltás.
A következő szezonban NB I-et megjárt játékosokkal és edzővel, Bekő Balázzsal kezdte a bajnokságot a csapat. A győri csapat könnyedén jutott fel az idény végén a másodosztályba. Az NB ll nem indult jól az ETO-nak, ezért menesztették Bekő Balázst. A csapatot Szentes Lázár, korábbi győri kiválóság vette át. Az ETO a bajnokságban a 7. helyen végzett. Ezzel nem volt megelégedve a vezetőség, ezért menesztették Szentes Lázárt is. A helyét 2018 nyarán a csapat vezetőedzője, Mészöly Géza vette át.
A 2023/2024-es NB II-es szezonnak a csapat nagy reményekkel, Antonio Muñoz vezetőedzővel az élen vágott neki. A szezon közben Kuznyecov Szergej váltotta Muñozt a vezetőedzői poszton. Kuznyecov személye azonban nem váltotta be a hozzáfűzött reményeket, az NBI-be jutás esélye kritikussá vált. Ekkor váltotta a vezetőedzői poszton Kuznyecov Szergejt Borbély Balázs. A feladat adott volt: az 5 hátralévő mérkőzés megnyerésével az ETO biztosan feljut az első osztályba. A csapat a 2024/2025-ös szezont már az NB I-ben kezdhette, hiszen az Ajka elleni győzelemmel, így a második helyezés megszerzésével bebiztosították helyüket az élvonalban. Az ETO 9 év után jutott vissza az első osztályba.
A csapat a 2024/2025-ös NBI-es szezonban az első 5 mérkőzést követően csupán 1 ponttal az utolsó helyen állt, azonban Borbély Balázsnak vezetőedzőnek és a csapat kiváló teljesítményének köszönhetően végül a negyedik helyen zárt, ezzel indulási jogot szerezve az Konferencia Liga selejtezőkörében.

## Névváltozások
- 1904 – 1949 A klub alapítása Győri Vagongyár ETO néven.
- 1949 – 1950 Stadtauswahl Győr
- 1950 – 1957 Győri Vasas
- 1957 – 1958 Magyar Vagon- és Gépgyár ETO
- 1958 – 1968 Győri Vasas ETO
- 1968 – 1990 Rába Vasas ETO (sportsajtóban: Rába ETO)
- 1990 – 1994 Győri Rába ETO
- 1994 ETO FC Győr
- 1995 Győri FC
- 1995 – 2015 Győri ETO FC
- 2015 – 2017 ETO FC Győr
- 2017 – 2022 WKW ETO FC Győr
- 2022 – ETO FC Győr

## Sikerek
Magyar bajnokság
- Aranyérmes: 1963 ősz, 1981–82, 1982–83, 2012–13
- Ezüstérmes: 1983–84, 1984–85, 2013–14
- Bronzérmes: 1967, 1973–74, 1985–86, 2007–08, 2009–10, 2011–12

Magyar kupa
- Győztes: 1965, 1966, 1967, 1978–79
- Döntős: 1964, 1983–84, 2008–09, 2012–13

Szuperkupa
- Győztes: 2013

Bajnokcsapatok Európa-kupája (BEK)
- Elődöntős: 1964–65

### Magyar bajnoki gólkirályok
A csapat színeiben ketten lettek gólkirályok a magyar bajnokságban. Elsőként, Hannich Péter érdemelte ki a díjat, aki az 1981–82-es szezonban huszonkét találatot jegyzett a Rába ETO játékosaként. Több mint húsz évet kellett várni arra, hogy újra győri játékosé legyen a trófea. Ez végül a 2006–07-es idényben történt meg, amikor is Bajzát Péter tizennyolc gólt szerezve lett gólkirály. Két év múlva újra ő bizonyult az első osztály legjobb góllövőjének, akkor húsz gólt ért el. Összesen eddig háromszor adott gólkirályt az ETO FC Győr csapata, viszont, két játékos személyében.
| Idény   | Név           | Gól |
| ------- | ------------- | --- |
| 1981–82 | Hannich Péter | 22  |
| 2006–07 | Bajzát Péter  | 18  |
| 2008–09 | Bajzát Péter  | 20  |

## Nemzetközi kupaszereplések

### Bajnokcsapatok Európa-kupája/Bajnokok Ligája
| Szezon  | Bajnokság | Forduló              | Ország        | Csapat            | Otthon | Idegenben | Össz. |
| ------- | --------- | -------------------- | ------------- | ----------------- | ------ | --------- | ----- |
| 1964–65 | BEK       | Selejtező            | NDK           | Chemie Leipzig    | 4–2    | 2–0       | 6–2   |
|         |           | Nyolcaddöntő         | Bulgária 1946 | Lokomotiv Szofija | 5–3    | 3–4       | 8–7   |
|         |           | Negyeddöntő          | Hollandia     | AFC DWS           | 1–0    | 1–1       | 2–1   |
|         |           | Elődöntő             | Portugália    | Benfica           | 0–1    | 0–4       | 0–5   |
| 1982–83 | BEK       | 1. Forduló           | Belgium       | Standard Liège    | 3–0    | 0–5       | 3–5   |
| 1983–84 | BEK       | 1. Forduló           | Izland        | Víkingur          | 2–1    | 2–0       | 4–1   |
|         |           | Nyolcaddöntő         | Szovjetunió   | Dinama Minszk     | 3–6    | 1–3       | 4–9   |
| 2013–14 | BL        | Selejtező 2. forduló | izrael        | Makkabi Tel-Aviv  | 0-2    | 1-2       | 1-4   |

### Kupagyőztesek Európa-kupája
| Szezon  | Bajnokság | Forduló     | Ország          | Csapat           | Otthon | Idegenben | Össz.      |
| ------- | --------- | ----------- | --------------- | ---------------- | ------ | --------- | ---------- |
| 1966–67 | KEK       | 1. Forduló  | Olaszország     | Fiorentina       | 4–2    | 0–1       | 4–3        |
|         |           | 2. Forduló  | Portugália      | Braga            | 3–0    | 0–2       | 3–2        |
|         |           | Negyeddöntő | Belgium         | Standard Liège   | 2–1    | 0–2       | 2–3        |
| 1967–68 | KEK       | 1. Forduló  | Ciprus          | Apóllon Lemeszú  | 5–0    | 4–0       | 9–0        |
|         |           | 2. Forduló  | Olaszország     | Milan            | 2–2    | 1–1       | 3–3 (i.g.) |
| 1968–69 | KEK       | 1. Forduló  | Román 1965–1989 | Dinamo București |        |           | [ 2 ]      |
| 1979–80 | KEK       | 1. Forduló  | Olaszország     | Juventus         | 2–1    | 0–2       | 2–3        |

### UEFA-kupa/Európa-liga
| Szezon  | Bajnokság           | Forduló         | Ország        | Csapat              | Otthon | Idegenben | Össz.      |
| ------- | ------------------- | --------------- | ------------- | ------------------- | ------ | --------- | ---------- |
| 1969–70 | Vásárvárosok kupája | 1. forduló      | Svájc         | Lausanne Sports     | 2–1    | 2–1       | 4–2        |
|         |                     | 2. forduló      | Spanyolország | Barcelona           | 2–3    | 0–2       | 2–5        |
| 1974–75 | UEFA-kupa           | 1. kör          | Bulgária      | Lokomotiv Plovdiv   | 3–1    | 1–3       | 4–4 (b.u.) |
|         |                     | 2. kör          | NSZK          | Fortuna Düsseldorf  | 2–0    | 0–3       | 2–3        |
| 1984–85 | UEFA-kupa           | 1. kör          | Anglia        | Manchester United   | 2–2    | 0–3       | 2–5        |
| 1985–86 | UEFA-kupa           | 1. kör          | Csehszlovákia | Bohemians Praha     | 3–1    | 1–4       | 4–5 (h.u.) |
| 1986–87 | UEFA-kupa           | 1. kör          | Szovjetunió   | Dinama Minszk       | 0–1    | 4–2       | 4–3        |
|         |                     | 2. kör          | Olaszország   | Torino Calcio       | 1–1    | 0–4       | 1–5        |
| 2008–09 | UEFA-kupa           | 1. selejtezőkör | Grúzia        | Zesztaponi          | 1–1    | 2–1       | 3–2        |
|         |                     | 2. selejtezőkör | Németország   | Stuttgart           | 1–4    | 1–2       | 2–6        |
| 2010–11 | Európa-liga         | 1. selejtezőkör | Szlovákia     | FC Nitra            | 3–1    | 2–2       | 5–3        |
| 2010–11 | Európa-liga         | 2. selejtezőkör | Kazahsztán    | Atirau FK           | 2–0    | 3–0       | 5–0        |
| 2010–11 | Európa-liga         | 3. selejtezőkör | Franciaország | Montpellier Hérault | 0–1    | 1–0       | 1–1        |
| 2010–11 | Európa-liga         | Rájátszás       | Horvátország  | Dinamo Zagreb       | 0–2    | 1-2       | 1–4        |
| 2014–15 | Európa-liga         | 2. selejtezőkör | Svédország    | IFK Göteborg        | 0–3    | 1–0       | 1–3        |

### Konferencia Liga
| Szezon  | Forduló         | Ország       | Csapat         | Otthon | Idegenben | Össz. |
| ------- | --------------- | ------------ | -------------- | ------ | --------- | ----- |
| 2025–26 | 2. selejtezőkör | Örményország | Pjunik Jerevan | 3-1    | 1-2       | 4-3   |
| 2025–26 | 3. selejtezőkör | Svédország   | AIK            | 2-0    | 1-2       | 3-2   |
| 2025–26 | Rájátszás       | Ausztria     | Rapid Wien     |        |           |       |

### Intertotó-kupa
| Szezon | Bajnokság      | Forduló    | Ország        | Csapat              | Otthon | Idegenben | Össz.      |
| ------ | -------------- | ---------- | ------------- | ------------------- | ------ | --------- | ---------- |
| 1989   | Intertotó-kupa | Csoportkör | Svájc         | Grasshopper         | 1–0    | 1–2       |            |
|        |                | Csoportkör | Ausztria      | Admira Wacker       | 5–0    | 1–5       |            |
|        |                | Csoportkör | Dánia         | Brøndby             | 1–0    | 1–1       |            |
| 2003   | Intertotó-kupa | 1. Forduló | Ciprus        | Ethnikósz Áhnasz    | 1–1    | 2–2       | 3–3 (i.g.) |
|        |                | 2. Forduló | Spanyolország | Racing de Santander | 2–1    | 0–1       | 2–2 (i.g.) |

## Szakmai stáb, vezetőség
2024. február 26-án lett frissítve.
| Vezetőség                       | Vezetőség                       | Szakmai stáb     | Szakmai stáb    |
| ------------------------------- | ------------------------------- | ---------------- | --------------- |
| Tulajdonos                      | Világi Oszkár                   | Vezetőedző       | Borbély Balázs  |
| Klubigazgató                    | Tóth Miklós                     | Asszisztens edző |                 |
| Ügyvezetői asszisztens          | Világi Bálint                   | Asszisztens edző | Lipták Zoltán   |
| Sportigazgató                   | Steven Vanharen                 | Erőnléti edző    | Kertész Áron    |
| Fehér Miklós Labdarúgó Akadémia | Fehér Miklós Labdarúgó Akadémia | Kapusedző        | Sebők Zsolt     |
| Akadémia igazgató               | Havas Máté                      | Technikai vezető | Nagy Ádám       |
| Szakmai igazgató                | Oross Márton                    | Csapatorvos      | Dr. Ágh László  |
| Utánpótlás technikai vezető     | Simon András                    | Masszőr          | Kovács István   |
|                                 |                                 | Fizioterapeuta   | Forrás Fernanda |
| Kit manager                     | Hernek Ervin                    |                  |                 |

## Jelenlegi keret
Utolsó módosítás: 2024. február 26.
A vastaggal jelzett játékosok felnőtt válogatottsággal rendelkeznek.
A dőlttel jelzett játékosok kölcsönben szerepelnek a klubnál.
*A tartalékcsapatban is pályára lépő játékosok.
| Mezszám                | Név               | Állampolgárság | Születési hely    | Születési idő (kor)            | Korábbi csapat           | Érték (€) | Szerződés lejárta |
| Kapusok                | Kapusok           | Kapusok        | Kapusok           | Kapusok                        | Kapusok                  | Kapusok   | Kapusok           |
| ---------------------- | ----------------- | -------------- | ----------------- | ------------------------------ | ------------------------ | --------- | ----------------- |
| 12                     | Ruisz Barnabás    | HUN            | Győr              | 2002. január 22. (23 éves)     | Utánpótlásból került fel | 250 000   | 2025.06.30.       |
| 26                     | Gyurákovics Erk   | HUN            | Pozsony           | 1999. július 21. (26 éves)     | FC ŠTK 1914 Šamorín      | 100 000   | 2025.06.30.       |
| Védők                  |                   |                |                   |                                |                          |           |                   |
| 4                      | Luciano Vera      | argentin       | Wanda             | 2002. február 9. (23 éves)     | FC DAC 1904              | 200 000   | 2024.06.30.       |
| 6                      | Matteo Lucarelli* | olasz          | Livorno           | 2001. október 10. (23 éves)    | Tsarsko Selo             | 10 000    | 2024.06.30.       |
| 13                     | Fábio Vianna      | portugál       | Vila Real         | 1998. október 8. (26 éves)     | FC Farul Constanța       | 300 000   | Nem publikus      |
| 14                     | Szujó Attila      | HUN            | Kecskemét         | 2003. szeptember 14. (21 éves) | Debreceni VSC            | 100 000   | 2025.06.30.       |
| 18                     | Csontos Dominik   | HUN            | Székesfehérvár    | 2002. november 8. (22 éves)    | Mezőkövesd Zsóry FC      | 175 000   | 2025.06.30.       |
| 19                     | Szépe János       | szlovák        | Galánta           | 1996. március 15. (29 éves)    | MTK Budapest FC          | 300 000   | 2025.06.30.       |
| 25                     | Deian Boldor      | román          | Temesvár          | 1995. február 3. (30 éves)     | AFC Chindia Târgoviște   | 600 000   | Nem publikus      |
| 73                     | Kovács Márk       | román          | Nagyvárad         | 2004. július 17. (21 éves)     | FC DAC 1904              | 150 000   | 2024.06.30.       |
|                        | Urblík Norbert    | szlovák        | Ipolyság          | 2004. április 18. (21 éves)    | FC DAC 1904              | 25 000    | 2024.06.30.       |
| Középpályások          |                   |                |                   |                                |                          |           |                   |
| 5                      | Paul Anton        | román          | Beszterce         | 1991. május 10. (34 éves)      | FC UTA Arad              | 450 000   | 2025.06.30.       |
| 6                      | Tóth Rajmund      | HUN            | Győr              | 2004. április 9. (21 éves)     | Utánpótlásból került fel | 100 000   | 2026.06.30.       |
| 8                      | Gabriel Boschilia | brazil · olasz | Piracicaba        | 1996. március 5. (29 éves)     | Coritiba FBC             | 1 700 000 | 2024.06.30.       |
| 10                     | Claudiu Bumba     | román · HUN    | Nagybánya         | 1994. január 5. (31 éves)      | Fehérvár FC              | 300 000   | 2025.06.30.       |
| 16                     | Vingler László    | HUN            | Győr              | 2005. október 31. (19 éves)    | Utánpótlásból került fel | 200 000   | 2026.06.30.       |
| 36                     | Riquelme          | brazil         | São Paulo         | 2002. október 2. (22 éves)     | FC DAC 1904              | 125 000   | 2024.06.30.       |
| 91                     | Kiss Máté*        | HUN            | Győr              | 1991. április 30. (34 éves)    | Zalaegerszegi TE FC      | 75 000    | 2024.06.30.       |
| 92                     | Michal Škvarka    | szlovák        | Martin            | 1992. augusztus 19. (32 éves)  | PAE APÓ Levadiakósz      | 350 000   | Nem publikus      |
| Támadók                |                   |                |                   |                                |                          |           |                   |
| 7                      | Mamady Diarra     | Mali           | Bamako            | 2000. június 26. (25 éves)     | Cádiz CF B               | 300 000   | 2025.06.30.       |
| 21                     | Yasin Hamed       | Szudán · HUN   | Nagyszalonta      | 1999. szeptember 12. (25 éves) | Nyíregyháza Spartacus FC | 125 000   | 2024.06.30.       |
| 27                     | Nenad Lukić       | szerb          | Szávaszentdemeter | 1992. szeptember 2. (32 éves)  | Csangcsun Jataj FC       | 600 000   | 2025.06.30.       |
| 55                     | Christopher Kröhn | osztrák        | Bécs              | 1999. május 4. (26 éves)       | Floridsdorfer AC         | 175 000   | 2025.06.30.       |
| 96                     | Huszár Marcell    | HUN            | Győr              | 2005. május 7. (20 éves)       | Utánpótlásból került fel | 250 000   | 2026.06.30.       |
| 97                     | Farkas Balázs     | HUN            | Győr              | 2002. március 27. (23 éves)    | Utánpótlásból került fel | 75 000    | Nem publikus      |
|                        | Hanzli Péter      | HUN            | Székesfehérvár    | 2002. április 27. (23 éves)    | Utánpótlásból került fel | 50 000    | Nem publikus      |
|                        | Tarcsi Róbert     | szlovák        | Komárom           | 2004. február 20. (21 éves)    | FC ŠTK 1914 Šamorín      | 10 000    | 2024.06.30.       |
| Kölcsönadott játékosok |                   |                |                   |                                |                          |           |                   |
| Név                    | Poszt             | Állampolgárság | Születési hely    | Születési idő (kor)            | Kölcsönben itt           | Érték (€) | Kölcsön lejárta   |
| Buna Gábor             | védő              | HUN            | Kaposvár          | 2002. május 24. (23 éves)      | FC Tatabánya             | 75 000    | 2024.06.30.       |
| Tuboly Máté            | középpályás       | HUN            | Budapest          | 2004. szeptember 15. (20 éves) | Debreceni VSC            | 150 000   | 2024.06.30.       |
| Csóka Bálint           | támadó            | szlovák        | Dunaszerdahely    | 2003. március 20. (22 éves)    | FC ŠTK 1914 Šamorín      | 125 000   | 2024.06.30.       |
| Lacza Alex             | támadó            | szlovák · HUN  | Zselíz            | 2004. június 17. (21 éves)     | Pécsi Mecsek FC          | 125 000   | 2024.06.30.       |

## Statisztikák

### Edzők 1937-től, napjainkig
| Évad            | Név                 | M        |
| --------------- | ------------------- | -------- |
| 1937            | Fogl Károly         | 26       |
| 1945/46         | Lóránt József (*)   | 13       |
| 1945/46         | Farkas Béla         | 23       |
| 1946/47         | Remmer Lajos        | 30       |
| 1947/48         | Horváth Pál         | 32       |
| 1948/49–1951    | Baróti Lajos        | 101      |
| 1952            | Magyar Ferenc (*)   | 11       |
| 1952–1954       | Kovács Imre Pál     | 67       |
| 1955            | Jeny Rudolf         | 26       |
| 1956–1959       | Kovács Imre Pál     | 26       |
| 1960/61–1961/62 | Orczifalvi István   | 52       |
| 1962/63         | Szusza Ferenc       | 26       |
| 1963 ősz–1965   | Hidegkuti Nándor    | 65 (8)   |
| 1966–1968       | Szusza Ferenc       | 86 (10)  |
| 1969–1970/71    | Mészáros József (*) | 48 (4)   |
| 1970/71–1971/72 | Dombos Ágoston (*)  | 46       |
| 1971/72         | Győrfi László       | 12       |
| 1972/73–1974/75 | Farsang Ferenc      | 88 (4)   |
| 1975/76         | Pálfy Antal         | 30       |
| 1976/77–1977/78 | Palicskó Tibor      | 68       |
| 1978/79–1980/81 | Kovács Imre         | 102 (2)  |
| 1981/82–1985/86 | Verebes József      | 154 (10) |
| 1986/87         | Gellei Imre (*)     | 18 (4)   |
| 1986/87–1987/88 | Győrfi László       | 42       |
| 1988/89         | Haász Sándor        | 30       |
| 1989/90–1990/91 | Pecze Károly (*)    | 45 (6)   |
| 1990/91–1991/92 | Glázer Róbert (*)   | 30       |
| 1991/92         | Szentes Lázár       | 15       |
| 1992/93         | Tornyi Barnabás (*) | 15       |
| 1992/93–1994/95 | Verebes József (*)  | 60       |
| 1994/95–1995/96 | Győrfi László (*)   | 25       |
| 1995/96         | Póczik József (*)   | 8        |
| 1995/96–1996/97 | Haász Sándor (*)    | 31       |
| 1996/97         | Keglovich László    | 15       |
| 1997/98–1998/99 | Reszeli Soós István | 68       |

| 1999/00         | Gergely Károly (*)      | 10     |
| 1999/00–2000/01 | Garami József           | 60     |
| 2001/02         | Varga Zoltán (*)        | 11     |
| 2001/02–2002/03 | Tamási Zsolt (*)        | 44     |
| 2002/03         | Csertői Aurél           | 15     |
| 2003/04         | Varga Zoltán (*)        | 5 (4)  |
| 2003/04         | Kiprich József (*)      | 11     |
| 2003/04–2005/06 | Reszeli Soós István (*) | 61     |
| 2005/06         | Csank János             | 15     |
| 2006/07         | Pajkos János (*)        | 16     |
| 2006/07         | Reszeli Soós István (*) | 1      |
| 2006/07         | Klement István          | 13     |
| 2007/08–2008/09 | Egervári Sándor (*)     | 45 (4) |
| 2008/09         | Dragoljub Bekvalac      | 15     |
| 2009/10–2010/11 | Pintér Attila (*)       | 48 (8) |
| 2010/11–2011/12 | Csertői Aurél (*)       | 29     |
| 2011/12–2012/13 | Pintér Attila(*)        | 25     |
| 2013/14–2014/15 | Horváth Ferenc (*)      | 31     |
| 2014/15         | Tokody Tibor (*)        | 3      |
| 2014/15         | Vasile Miriuță (*)      | 14     |
| 2015/16         | Németh Zoltán           |        |
| 2015/16         | Preszeller Tamás        |        |
| 2016/17         | Bekő Balázs             | 13     |
| 2017/18         | Szentes Lázár           | 32     |
| 2018            | Mészöly Géza            | 7      |
| 2018/19         | Király József           | 24     |
| 2018/19         | Herczeg Miklós          | 9      |
| 2019            | Boér Gábor              | 20     |
| 2019/20         | Kondás Elemér(*)        | 10     |
| 2020            | Tuifel Péter(*)         | 5      |
| 2020            | Király József(*)        | 2      |
| 2020/21         | Csató Sándor(*)         | 24     |
| 2020/21         | Dobos Barna(*)          | 9      |
| 2021/22         | Klausz László           | 43     |
| 2022/23         | Tímár Krisztián         |        |
| 2023–2024       | Antonio Muñoz           |        |
| 2024            | Kuznyecov Szergej       |        |
| 2024–           | Borbély Balázs          |        |

 megjegyzés: A mérkőzésszám melletti zárójelben szereplő szám, a nemzetközi porondon lejátszott meccsek számát mutatja. A (*) az év közbeni edzőcserét mutatja.

### Bajnoki múlt
Az ETO összes eddigi eredménye, amit elért a magyar labdarúgó-bajnokság első osztályában:
- 1937–38 – 13. hely (kiesett az NB II-be)
- 1945–46 – 6. hely
- 1945–46 – 14. hely
- 1946–47 – 12. hely
- 1947–48 – 11. hely
- 1948–49 – 9. hely
- 1949–50 – 7. hely
- 1950 – 9. hely
- 1951 – 7. hely
- 1952 – 6. hely
- 1953 – 6. hely
- 1954 – 7. hely
- 1955 – 11. hely (kiesett az NB II-be)
- 1958–59 – 14. hely (kiesett az NB II-be)
- 1960–61 – 8. hely
- 1961–62 – 10. hely
- 1962–63 – 6. hely
- 1963 –  Arany
- 1964 – 4. hely
- 1965 – 5. hely
- 1966 – 5. hely
- 1967 –  Bronz
- 1968 – 14. hely
- 1969 – 5. hely
- 1970 – 8. hely
- 1970–71 – 9. hely
- 1971–72 – 10. hely
- 1972–73 – 8. hely
- 1973–74 –  Bronz
- 1974–75 – 9. hely
- 1975–76 – 11. hely
- 1976–77 – 7. hely
- 1977–78 – 15. hely
- 1978–79 – 6. hely
- 1979–80 – 13. hely
- 1980–81 – 11. hely
- 1981–82 –  Arany
- 1982–83 –  Arany
- 1983–84 –  Ezüst
- 1984–85 –  Ezüst
- 1985–86 –  Bronz
- 1986–87 – 10. hely
- 1987–88 – 4. hely
- 1988–89 – 5. hely
- 1989–90 – 12. hely
- 1990–91 – 11. hely
- 1991–92 – 11. hely
- 1992–93 – 9. hely
- 1993–94 – 5. hely
- 1994–95 – 11. hely
- 1995–96 – 15. hely
- 1996–97 – 9. hely
- 1997–98 – 4. hely
- 1998–99 – 4. hely
- 1999–00 – 8. hely
- 2000–01 – 5. hely
- 2001–02 – 10. hely
- 2002–03 – 6. hely
- 2003–04 – 10. hely
- 2004–05 – 5. hely
- 2005–06 – 9. hely
- 2006–07 – 13. hely
- 2007–08 –  Bronz
- 2008–09 – 8. hely
- 2009–10 –  Bronz
- 2010–11 – 9. hely
- 2011–12 –  Bronz
- 2012–13 –  Arany
- 2013–14 –  Ezüst
- 2014–15 – 8. hely (kizárták az NB III-ba)
- 2015–16 – NB III 4. hely
- 2016–17 – NB III 1. hely
- 2017–18 – NB II 7. hely
- 2018–19 – NB II 8. hely
- 2019–20 – NB II 6.hely
- 2020–21 – NB II 12.hely
- 2021–22 – NB II 7.hely
- 2022–23 – NB II 13.hely
- 2023–24 – NB II 2.hely

### Rába ETO Stadion

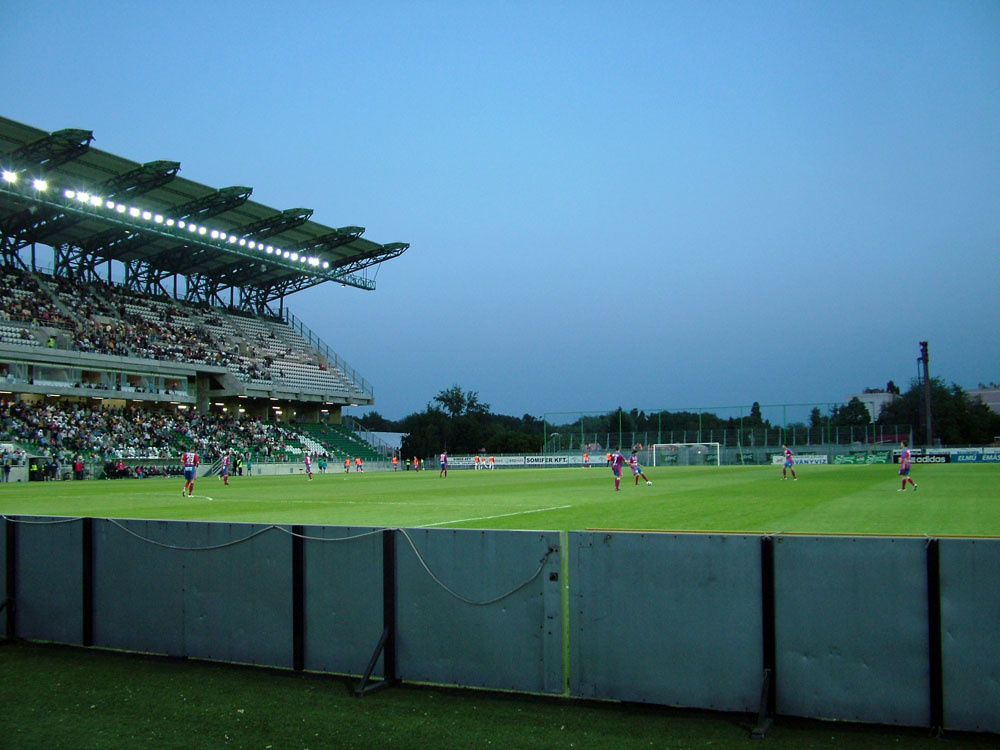
Az ETO Park nyugati oldala

## Szurkolók

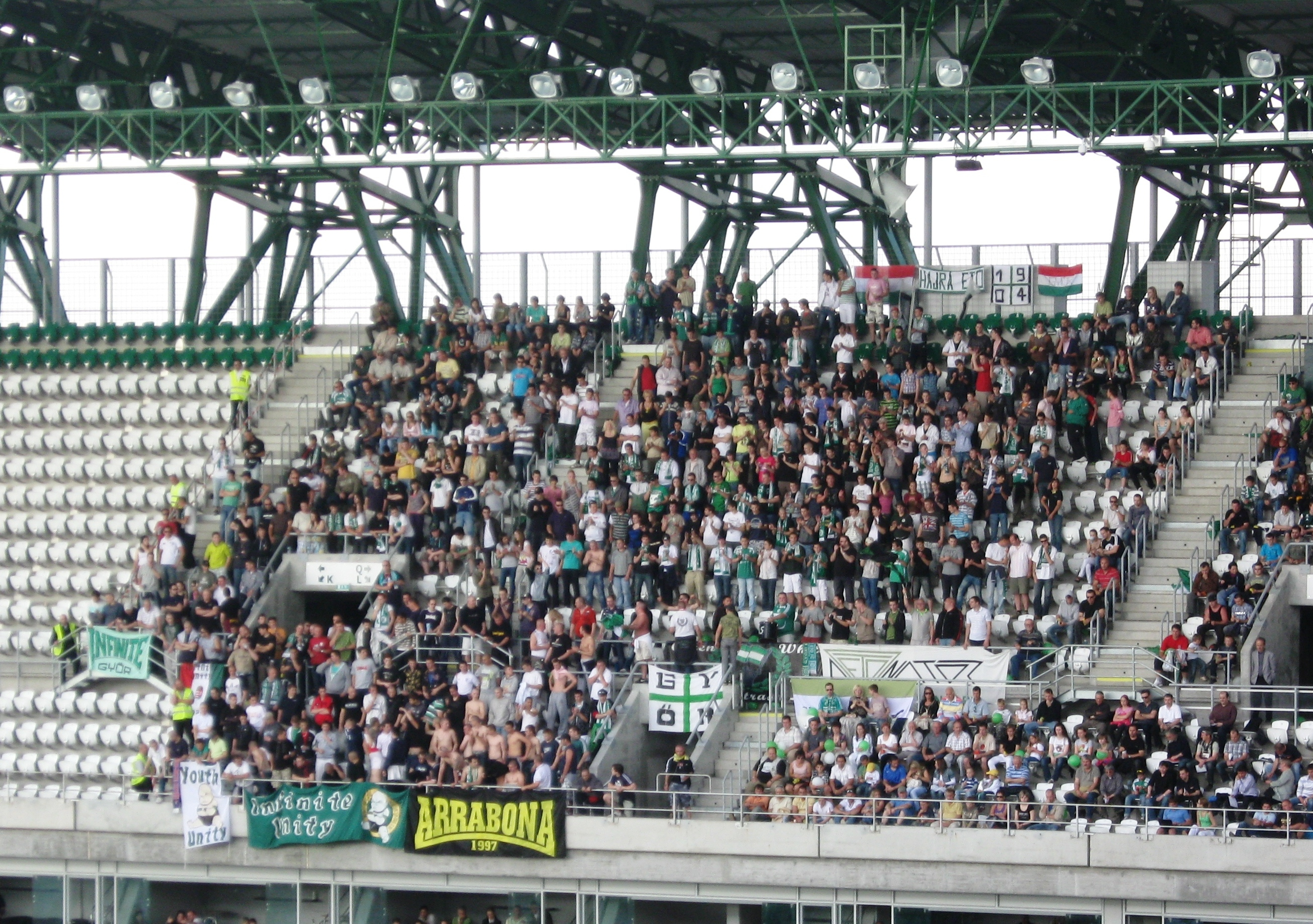
A győri ultrák egy Videoton elleni hazai bajnokin (2010).

## Játékosstatisztikák

### Az ETO korábbi játékosai
Magyar válogatottak az ETO-ból
| - Kovács Imre Pál - Gőcze Sándor - Józsa Zoltán - Kárpáti Béla - Palotai János - Tóth László - id. Somogyi József - Póczik József - Pénzes Mihály - Pölöskei Gábor - Hannich Péter - Szentes Lázár | - Csonka Gyula - Burcsa Győző - Hajszán Gyula - Szabó Ottó - Preszeller Tamás - Handel György - Bordás Csaba - ifj. Somogyi József - Farkas Simon - Rugovics Vendel - Urbán Flórián - Végh Zoltán | - Kuttor Attila - Csertői Aurél - Klausz László - Ivanics László - Herczeg Miklós - Jagodics Zoltán - Mracskó Mihály - Lakos Pál - Korsós György - Salamon Miklós - Vasile Miriuță - Németh Norbert | - Böjte Attila - Stark Péter - Vincze Ottó - Kenesei Krisztián - Priskin Tamás - Regedei Csaba - Koltai Tamás - Pátkai Máté - Lipták Zoltán - Varga Roland - Lang Ádám - Rudolf Gergely |